# مقاطعة غرانت (واشنطن)
مقاطعة غرانت (بالإنجليزية: Grant County)‏ هي إحدى مقاطعات ولاية واشنطن في الولايات المتحدة الأمريكية.